# Exacum oldenlandioides
Exacum oldenlandioides là một loài thực vật có hoa trong họ Long đởm. Loài này được (S.Moore) Klack. mô tả khoa học đầu tiên năm 1985.